# Смирнов, Валерий Маркович
Валерий Маркович Смирнов (1939 — 1981) — советский хоккеист, вратарь.

## Биография
Участник молодёжного чемпионата СССР 1957/58 в в составе «Крыльев Советов». Со следующего сезона — игрок «Металлурга» Сталинск (позже — Новокузнецк), в сезонах 1960/61 — 1961/62 выступал за команду в классе «А». По ходу последнего сезона стал играть за ЦСКА (9 матчей), в сезоне 1962/63 провёл одну игру, выступал также за СКА Новосибирск в чемпионате РСФСР. Затем играл за «Металлург» Новокузнецк (1963/64 — 1964/65) и «Шахтёр» Прокопьевск (1965/66 — 1966/67).